# Lactogênese
Lactogênese ou galactogênica é o início de formação da secreção láctea, da lactação ou fase da lactação, responsável pela produção e ejeção do leite.

## Fase da secreção láctea ou produção do leite
A secreção do leite compreende os processos pelos quais as células glandulares são estimuladas pela prolactina, um hormônio secretado pela hipófise anterior, a sintetizarem os constituintes do leite (gordura, lactose e proteínas), a partir de componentes derivados do sangue.
Em resumo, o principal hormônio envolvido na biosintese ou produção do leite é a prolactina. Sem prolactina, a síntese da proteína, principalmente a caseína, não ocorrerá, e a secreção do leite verdadeiro também não.
O leite, depois de constituído, é excretado para os alvéolos e armazenado nos canalículos, canais e ampolas galactóferas. Sua composição pode variar no período de armazenamento, uma vez que o leite permanece em equilíbrio osmótico com o sangue que irriga a glândula podendo produzir trocas de água e constituintes hidrossolúveis entre sangue e leite.
A prolactina atinge níveis sanguíneos máximos na terceira ou quarta semana de puerpério diminuindo posteriormente de forma gradual e progressiva até atingir níveis normais.
O desencadeador hormonal para o início da produção do leite dentro da célula alveolar e sua secreção na luz da glândula é o rápido desaparecimento do estrogênio e progesterona da circulação após o parto, com a saída da placenta, haja vista que, estes não existindo ou diminuindo deixam de exercer ação que impede a liberação da prolactina pela hipófise, não exercendo assim a ação antonizante sobre a mama.
Em contraposição a prolactina, o hormônio adenocorticotrófico (ACTH) e os corticosteróides aumentam suas quantidades com o desaparecimento da placenta, estabelecendo ação inibidora do PIF(fator inibidor da prolactina), aumentando a produção desta.
A fase de secreção do leite, propriamente dita inicia-se no 3° ou 4° dia de puerpério. Neste momento, observa-se o aumento das mamas e estas ficam extremamente sensíveis, túrgidas, dolorosas e quentes e, com sensação de formigamento. É a subida do leite apojadura. A apojadura marca a mudança do controle endócrino para autócrino da lactação.
O aumento do fluxo sanguíneo local e a intensificação de fenômenos secretórios produzem calor que pode ser confundido com elevação térmica patológica denominada de “febre do leite”.
O aumento do volume aumenta gradativamente, no segundo dia está por volta de 50ml/dia, no quarto ao redor de 550ml/dia após 3 meses 850ml/dia.
A fase da ejeção ou excreção láctea é determinada por um reflexo neuro-hormonal cuja via nervosa aferente inicia-se em receptores localizados nos mamilos e nos canais galactóferos, sendo que o principal estímulo é o da sucção. O estimulo age sobre a hipófise posterior, liberando via aferente, a ocitocina que é o hormônio responsável pela ejeção do leite, o qual age sobre as células mioepiteliais de alvéolos e canais galactóferos, contraindo-os.
O leite acumulado nos alvéolos não flui espontaneamente para os ductos lactíferos. A ocitocina, ao contrair as células mioepiteliais, envia o leite pelos ductos até o mamilo, resultando na ejeção láctea ou descida do leite.
O reflexo da ereção do mamilo é parte integrante da lactação. Quando o bebê suga, ou esfrega-se contra a mama o mamilo fica ereto e ajuda na saída do leite. Nos primeiros dias após o parto, o reflexo de ejeção responde a estímulos táteis, olfatórios, visuais, auditivos e até pela proximidade física, choro do bebê e pensamentos relativos a ele, em razão da indução do arco aferente. Por outro lado, este reflexo pode ser inibido pelo estresse, fadiga e dor. Boas condições emocionais são indispensáveis para a lactopoese.
A quantidade e a qualidade ideais do leite são dependentes da disponibilidade de: tiroxina, insulina, cortisol e a ingestão alimentar de nutrientes e líquidos.
A secreção de glândula mamária na 1° semana pós-parto de 0 a 5 dias é denominada de colostro, segue-se o leite transitório do 6° ao 10° dia e leite maduro do 11° dia em diante.